# Liste der Naturdenkmale in Guxhagen
Die Liste der Naturdenkmale in Guxhagen nennt die im Gebiet der Gemeinde Guxhagen im Schwalm-Eder-Kreis in Hessen gelegenen Naturdenkmale.
| Bild | Bezeichnung    | Ortsteil, Lage                           | Beschreibung                          | Art          | Nr.     |
| ---- | -------------- | ---------------------------------------- | ------------------------------------- | ------------ | ------- |
| BW   | Eichenbestand  | Guxhagen 51° 12′ 28,4″ N, 9° 28′ 40,8″ O | Am Sportplatz. Bäume Nr.: 6481 - 6516 | Eiche        | 634.635 |
| BW   | 1 Traubeneiche | Guxhagen 51° 12′ 42,3″ N, 9° 28′ 37,4″ O | am Ehrenhain                          | Traubeneiche | 634.636 |

## Belege
1. ↑  Anlage: Tabelle 3 - Naturdenkmale im Schwalm-Eder-Kreis. (PDF; 7,45 MB) der 2. Verordnung zur Änderung der Verordnung zum Schutze der Naturdenkmale im Schwalm-Eder-Kreis vom 28. 04. 1986, zuletzt geändert durch Verordnung vom 8. Mai 2007. Der Kreisausschuss des Schwalm-Eder-Kreises, 17. Dezember 2008, S. 30, abgerufen am 7. Februar 2017.

- Karte mit allen Koordinaten:
- OSM |
- WikiMap